# 분실물 취급소

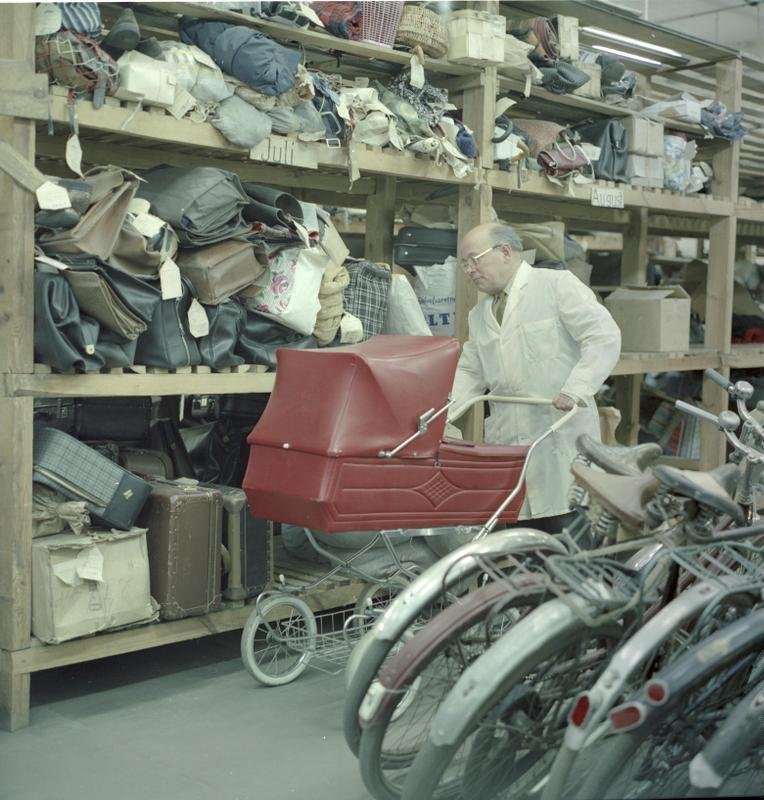
독일 베를린의 분실물 취급소 (1973년)

분실물 취급소(紛失物取扱所)는 철도역, 공항, 쇼핑센터 등 많은 사람이 모이는 시설에 설치되어 분실물을 습득한 사람으로부터 맡겨진 뒤 보관하여 소유자가 나타났을 때 반환하는 업무를 하는 시설이다.